# Takagi Yasunosuke
Takagi Yasunosuke (japanisch 高木 保之助; geboren 1891 in Tokio; gestorben 16. August 1941) war ein japanischer Maler der Nihonga-Richtung.

## Leben und Werk
Takagi Yasunosuke begann 1901 ein Studium der Malerei unter Kawabata Gyokushō und setzte ab 1906 seine Ausbildung an der Kawabata-Malschule (川端画学校, Kawabata Gagakō) fort. Er überdachte seine bisherige Ausbildung und entschloss sich zu einem Aufbaustudium an der „Tōkyō bijutsu gakkō“ (東京美術学校), einer der Vorläufereinrichtungen der heutigen Universität der Künste Tokio. Er machte dort 1919 seinen Abschluss, studierte weiter unter Matsuoka Eikyū und wurde Mitglied der Künstlervereinigungen „Konokasha“ (木之華社) und „Shinkō Yamato-e“ (新興大和絵).
Ab der 1. „Teiten“ wurde Takagi zur Ausstellungsreihe zugelassen. Das Bild „Hamanasu no hama“ (はまなすの浜) – etwa „Ein Strand, der keiner ist“, das er auf der 9. zeigte, und „Natsu no shō“ (夏の粧) – „Sommerkosmetik“ auf der 10. wurden mit Preisen ausgezeichnet. Ab 1930 konnte er juryfrei ausstellen. 1931 war er auf der „Ausstellung japanische Malerei“ in Berlin zu sehen.
Takagi stellte weiter auf der „Teiten“ und auf der darauf folgenden „Shin-Bunten“ aus, daneben aber auch auf den Ausstellungsreihen des „Tōdai Hōga-in“ (東台邦画院), des „Kokuga-in“ (国画院), des „Nihonga-in“ (日本画院) und an anderen Orten. Hervorzuheben ist das Bild  (燎乱の四季), das er auf der 12. Ausstellung des Kokugain zeigte. 1941 wurden im besetzten Französisch-Indochina auf Ausstellungen Bilder Japans gezeigt, darunter sein „Oni-keshi“ (鬼罌粟) – „Morgenländischer Mohn“.

## Bilder

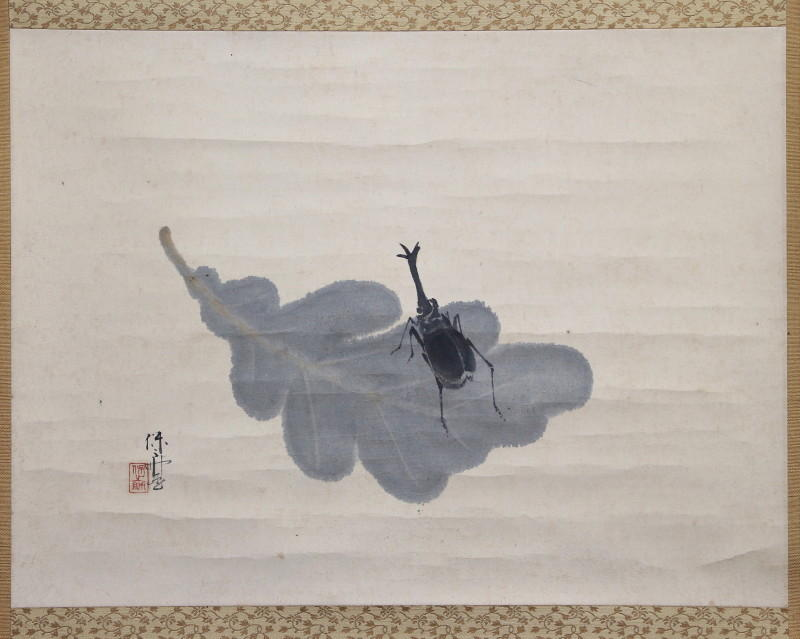
Insekt
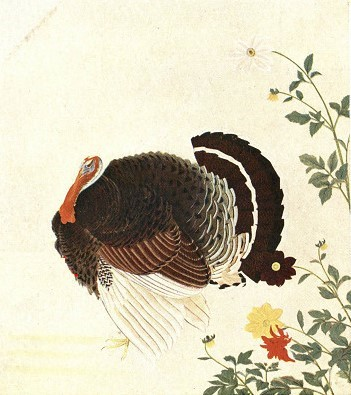
Truthahn
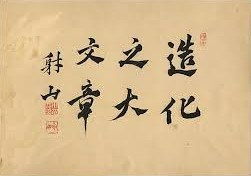
Kalligraphie
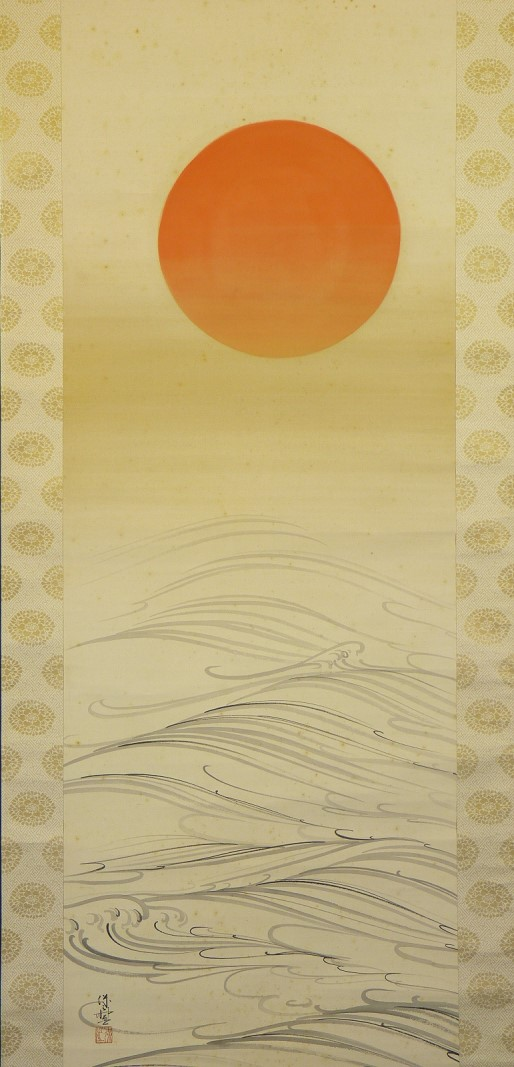
Hi-no-maru